# 福島県道264号馬場太田線
福島県道264号馬場太田線（ふくしまけんどう264ごう ばばおおたせん）は、福島県南相馬市を通る一般県道である。

## 路線概要
- 起点：南相馬市原町区馬場字下中内
- 終点：南相馬市原町区太田字内堀子
- 総延長：2.892km[1]
  - 実延長：総延長に同じ
- 路線認定年月日：1959年8月31日[2]

## 通過する自治体
- 南相馬市

## 接続・交差する道路
- 福島県道34号相馬浪江線（原町区馬場字下中内 起点）
- 福島県道120号浪江鹿島線（原町区太田字内堀子 終点）